# バガーリ・ドッグ
バガーリ・ドッグ（英：Vaghari Dog）は、インド原産の希少なサイトハウンド犬種である。

## 歴史
インドの遊牧民であるバガーリ族によって生み出された特別な犬種で、彼らによってのみ飼育されている。古くから存在するが、本種のベースはグレイハウンド系の犬種で、それとサウラーシュトラ州に生息するパリア犬の変種が自然交雑することで誕生した。
バガーリ・ドッグは多目的に用いられる犬種である。まず、1つ目の仕事は猟犬としてパックを組んでサイトハント（視覚猟）を行うことである。狩猟の対象となるのはイノシシやシカなどの大型哺乳類で、かつてはオオカミやヒョウの狩猟も行っていた。優れた視力で獲物を発見し、自慢の走力で追い駆け回す。そして、獲物の体力が尽きたところを見計らって攻撃を行い、自ら仕留めていた。
通常は主人の命令によってパックを組んで狩猟を行うが、時には犬たちが自分の意思でパックを組んで狩りを行い、倒した獲物を主人も含めた仲間と分け合って食べることも行う。この際、主人の分は予めとっておいて犬たちは現地で分け合って食べ、とっておきの肉を主人のもとへ「お土産」として持って帰って召し上げる。このため、レトリーヴ（回収・運搬）作業も行っていると言える。
又、バガーリ・ドッグは一風変わった風習を行うことも確認されている。バガーリ・ドッグのつがいは、仕事がない時に2頭で狩りに出かけることがある。2頭で協力して1頭の獲物を仕留め、それを分け合って食べる。その後、交配を行ってから家に帰ってくる、いわゆる「デート」を行うことが目撃されている。しかし、この「デート」が見られるのは多くて年に2回、繁殖期のときにごく稀に見られる、珍しい光景である。
2つ目の仕事は、主人の護身を行う、ボディガードとして働くことである。主人が用あってジャングルの奥深くに向かう際、1頭若しくは小規模なパックで護衛を勤め、野獣の襲来から主人の命を守る。野獣が主人に近づいてくると吠えて危険を知らせ、襲い掛かってくると勇敢に立ち向かって攻撃を行う。場合によっては、自分が命を落とすまで野獣と戦い続け、何があっても主人を守ろうとする。
3つ目の仕事は、主人の家や部落の野営地の見張りを行うことである。夜間にこの仕事を与えられることで獰猛性を発揮し、危険な侵入者は徹底的に排除しようとする。
このほか、ペットとしても飼育が行なわれているが、多くの犬は自由な半野良・半飼い犬生活を行っている。現在もバガーリ族にしか飼育されておらず、インド国内でもめったに目にすることの出来ない非常に希少な犬種である。ケネルクラブ等からの公認登録はまだない。

## 特徴
グレイハウンドタイプの犬種で、マズル・首・胴・脚・尾が長い。筋肉質の引き締まった体つきで、脚は細いが全体的な力は強い。マズルの先は尖っていて、マズルと額の境目のへこみは浅い。目は小さめで、後頭部はボルゾイのようにやや突出している。耳は折れ耳、尾は飾り毛の無い先細りの垂れ尾。コートはなめらかでつやのあるスムースコートで、毛色はこげ茶、ブラウン、レバー、フォーン、シルバー、ブラックの単色、若しくはブラック、ブラウン、こげ茶の3色のトライカラー。稀に違う毛色の仔犬が生まれることもあるが、淘汰や差別はされない。コートがシングルコートであるため暑さにはとても強いが、その分寒さには弱い。大型犬サイズで、性格は忠実で勇敢、警戒心が強く冷静である。状況判断力が優れ、身体能力も高い。運動量は非常に多く、狩猟本能も高く、鎖に常に縛られた生活を嫌う。